# Diphosphan
Diphosphan là một hợp chất vô cơ với công thức hóa học P2H4. Đây là chất khí không màu, rất độc, có mùi tỏi, rất kém bền so với amonia cháy trong không khí ở 150 °C, khi có mặt photphin nó tự cháy trong không khí ở nhiệt độ thường tạo khối cầu lửa bay lơ lửng. PH3 sinh ra trong quá trình phân hủy xác động thực vật, nhất là ở xương. Nó thường xuất hiện ở bãi tha ma trong thời tiết mưa phùn, gió bấc nên gọi là "ma trơi".